# Verwall
Das Verwall (die modernere Schreibweise Ferwall ist wenig etabliert) ist eine Gebirgsgruppe der zentralen Ostalpen in Österreich. Sie befindet sich in den Bundesländern Vorarlberg und Tirol, zwischen Bludenz und Landeck. Der Tiroler Anteil ist nur geringfügig größer als der Vorarlbergs.
Das Verwall ist ein für den durchschnittlichen Bergwanderer und Bergsteiger hervorragend geeignetes Gebirge. Im Gegensatz zur benachbarten Silvretta ist die Verwallgruppe nur gering vergletschert. Ein Netz von Höhenwegen erlaubt mehrtägige Touren von Hütte zu Hütte. Mehrere Gipfel, die alle in Tirol stehen, überragen die Dreitausendmetergrenze. Viele der Gipfel haben markante Formen. Vor allem der in Vorarlberg gelegene Teil mit seinen Naturschutzgebieten zeichnet sich durch weitgehende Ursprünglichkeit und Einsamkeit aus. Der Tiroler Teil hat bisher keinen Schutzstatus erhalten und ist durch Erschließungsvorhaben bedroht.
Geologisch gehört die Gruppe zur ostalpinen Kristallinzone, der äußerste Nordwestteil zu den Nördlichen Kalkalpen.
Die offizielle Österreichische Karte bezeichnet mit Verwall zwei Gebiete im Tal der oberen Rosanna (Verwalltal), nennt das Gebirge jedoch Verwallgruppe.

## Benachbarte Gebirgsgruppen
Das Verwall grenzt im Nordwesten an das Lechquellengebirge, im Nordosten die Lechtaler Alpen, im Südosten die Samnaungruppe, im Süden die Silvretta und im Westen an das Rätikon.

## Umgrenzung
Im Norden bildet das Klostertal die Grenze von Bludenz bis Stuben am Arlberg. Von dort geht es über den Arlbergpass in das Stanzer Tal bis nach Wiesberg. Dort treffen die Flüsse Rosanna und Trisanna aufeinander. Die Grenze im Südosten bildet das Paznaun von Wiesberg bis nach Galtür. Im Süden wird das Verwall begrenzt durch die Linie zwischen Galtür, dem Zeinisjoch und Partenen. Im Südwesten verläuft die Grenze entlang des Montafon zwischen Partenen und Bludenz.
Der Arlbergpass verbindet das Verwall mit den Lechtaler Alpen. Das Zeinisjoch stellt die Verbindung zur Silvretta her.
Angrenzende Täler mit ausgewählten Talorten:
- Montafon: Schruns, St. Gallenkirch, Gaschurn mit Partenen
- Paznaun: Galtür, Mathon, Ischgl, Kappl, See
- Klostertal: Langen am Arlberg, Stuben am Arlberg, Klösterle, Wald am Arlberg, Dalaas
- Stanzer Tal: St. Anton am Arlberg, Pettneu am Arlberg, Schnann, Flirsch, Strengen

## Untergruppen
Die Grenze zwischen den beiden etwa gleich großen Untergruppen verläuft von Nord nach Süd durch das namengebende Verwalltal, das Tal der oberen Rosanna, das die Gruppe ganz charakteristisch von Norden her, vom Ostanstieg zum Arlberg, gänzlich durchschneidet (Rosannaschlucht – Schönverwall – Ochsental), über das Muttenjoch in das obere Paznaun. Sie teilt also das Dreieck der Verwallgruppe in zwei weitere Dreiecke.
Die Westliche Verwallgruppe (Westverwall), großteils in Vorarlberg, mit dem Hauptkamm Nord–Süd entlang des Verwalltales, und weststreifenden Nebenkämmen gegen das Montafon, umfasst, grob von Nordwest nach Südost:
- Itonskopfgruppe
- Eisentaler Gruppe
- Kaltenberggruppe
- Drosberggruppe
- Hochjochstock
- Madererkamm
- Valschavielkamm
- Fluhgruppe

Die Östliche Verwallgruppe (Ostverwall), gänzlich in Tirol, mit dem Hauptkamm entlang des Paznaun und den nordstreifenden Nebenkämmen gegen das Stanzer Tal, umfasst, primär von West nach Ost:
- Fasulkamm
- Karkopfgruppe
- Faselfadgruppe
- Kuchenspitzgruppe
- Kartellgruppe
- Seßladgruppe
- Welskogelgruppe
- Rifflergruppe
- Rendlgruppe

Die Landesgrenze zwischen Tirol und Vorarlberg verläuft am Hauptkamm, dem westlichen Kamm des Verwalltales, die Ostabdachung der Gruppe ist tirolisch.

## Gipfel
In der folgenden sortierbaren Liste finden sich alle Dreitausender der Verwallgruppe:
| Rang | Bild | Gipfel          | Höhe (m)     | Gebirgsgruppe     | Dominanz                         | Schartenhöhe                          | Erstbesteigung                         |
| ---- | ---- | --------------- | ------------ | ----------------- | -------------------------------- | ------------------------------------- | -------------------------------------- |
| 1    |      | Hoher Riffler   | 3168 m ü. A. | Rifflergruppe     | 23,8 km → Stammerspitze          | 1326 m ↓ Zeinisjoch                   | 1864 Josef Anton Specht & Franz Pöll   |
| 2    |      | Kuchenspitze    | 3148 m ü. A. | Kuchenspitzgruppe | 13 km → Hoher Riffler            | 578 m ↓ Lattejoch                     | 1877 Andreas Madlener & Julius Volland |
| 3    |      | Küchlspitze     | 3147 m ü. A. | Kuchenspitzgruppe | 0,8 km → Kuchenspitze            | 132 m ↓ Scharte zur Kuchenspitze      | ca. 1860 Vermessungsingenieure         |
| 4    |      | Blankahorn      | 3129 m ü. A. | Rifflergruppe     | 0,3 km → Hoher Riffler           | ca. 60 m ↓ Scharte zum Hohen Riffler  |                                        |
| 5    |      | Seeköpfe        | 3061 m ü. A. | Kartellgruppe     | 2,6 km → Küchlspitze             | 309 m ↓ Rautejöchli                   |                                        |
| 6    |      | Patteriol       | 3056 m ü. A. | Fasulkamm         | 2,8 km → Kuchenspitze            | 462 m ↓ Scharte zum Vertinespleiskopf | ca. 1860 Vermessungsingenieure         |
| 7    |      | Saumspitze      | 3039 m ü. A. | Kartellgruppe     | 0,7 km → Seeköpfe                | 198 m ↓ Schneidjöchli                 |                                        |
| 8    |      | Kleiner Riffler | 3014 m ü. A. | Rifflergruppe     | 0,3 km → Blankahorn              | ca. 30 m ↓ Scharte zum Hohen Riffler  |                                        |
| 9    |      | Horn            | 3003 m ü. A. | Fasulkamm         | 0,3 km → Patteriol (Südschulter) | ca. 80 m ↓ Scharte zum Patteriol      |                                        |

Im Verwall gibt es über 220 benannte und mit Höhenkote versehene Gipfel. Zu den bekannteren gehören (geordnet nach der Höhe):
| - Faselfadspitze, 2993 m ü. A. - Fatlarspitze, 2986 m ü. A. - Scheibler, 2978 m ü. A. - Madaunspitze, 2961 m ü. A. - Karkopf (Doppelgipfel, beide 2948 m ü. A.) - Vollandspitze, 2928 m ü. A. - Pflunspitzen, 2912 m ü. A. - Kaltenberg, 2900 m ü. A. - Schrottenkopf, 2890 m ü. A. - Rugglespitze, 2809 m ü. A. - Fädnerspitze, 2788 m ü. A. - Gaisspitze, 2779 m ü. A. | - Valschavieler Maderer, 2769 m ü. A. - Beilstein, 2749 m ü. A. - Östliche und Westliche Eisentalerspitze 2753 m ü. A. und 2710 m ü. A. - Reutlinger Turm, 2606 m ü. A. - Silbertaler Lobspitze, 2605 m ü. A. - kleiner Patteriol, 2590 m ü. A. - Hochjoch, 2520 m ü. A. - Itonskopf, 2089 m ü. A. - Davenna, 1881 m ü. A. |

## Pässe und Übergänge
Außer den genannten Pässen, die die Verwallgruppe mit den Nachbargruppen verbinden, gibt es innerhalb der Verwallgruppe keinen mit PKW befahrbaren Übergang.
Touristisch bedeutsame Übergänge sind u. a.
- Verbellner Winterjöchl (Standort der Neuen Heilbronner Hütte, 2308 m ü. A.). Diese Überquerung wird häufig mit Mountainbike durchgeführt, die Räder müssen nur ein kurzes Stück einen Steilaufstieg am Ende des Schönverwalltals getragen werden.
- Silbertaler Winterjöchl (1945 m ü. A., Übergang vom Schönverwalltal ins Silbertal)
- Schafbichljoch (2636 m ü. A., Übergang vom Fasultal ins Paznauntal, Verbindungsweg Konstanzer Hütte – Friedrichshafener Hütte)
- Kuchenjoch oder Kuchenjöchli (2730 m ü. A., Übergang vom Schönverwalltal ins Moostal, Verbindungsweg Konstanzer Hütte – Darmstädter Hütte, Apothekerweg)
- Doppelseescharte (2786 m ü. A., Übergang vom Moostal ins Paznauntal, Advokatenweg)
- Gstanzjoch (2573 m ü. A., Übergang Konstanzer Hütte – Kaltenberghütte, Verbindung des Pfluntals mit dem Maroital)
- Kuchenjoch (2730 m ü. A., verbindet das Fasultal mit dem Moostal, Übergang Konstanzer Hütte – Darmstädter Hütte)

## Naturschutz: Vogelschutzgebiet Verwall
Das Europaschutzgebiet Verwall ist auf Vorarlberger Seite ein Natura-2000-Gebiet (AT3412000). Das Areal, das als Europäisches Vogelschutzgebiet nominiert wurde, umfasst ca. 120 km² (12.057 ha) in Anteilen der Gemeinden Klösterle, Silbertal, St. Gallenkirch und Gaschurn. Das Natura-2000-Gebiet war anlässlich eines Mediationsverfahrens – mit Ausnahme des Gemeindegebiets von Silbertal – befristet 1995–2004 zum Naturschutzgebiet erklärt worden (LGBl. 47/99), bevor es in ein Europaschutzgebiet umgewandelt wurde.
Das Natura-2000-Gebiet Verwall erstreckt sich zwischen ca. 1.500 und 2.900 m. Die nach Vogelschutzrichtlinie Anhang 1 dort vorzufindenden schützenswerten Arten sind Alpenschneehuhn, Auerhuhn, Birkhuhn, Haselhuhn, Schwarzspecht, Dreizehenspecht, Grauspecht, Steinadler, Wanderfalke, Uhu, Raufußkauz, Sperlingskauz und Neuntöter – womit knapp die Hälfte der in Vorarlberg heimischen Arten, die nach Richtlinie unter Europaschutz fallen, dort zu finden sind.
Innerhalb des Vogelschutzgebietes Verwall liegt das Gebiet Wiegensee, nach der Fauna-Flora-Habitat-Richtlinie ausgewiesen (AT3413000, 65 ha). Südwestlich an Verwall und Wiegensee angrenzend befindet sich ein weiteres Europaschutzgebiet, das FFH-Gebiet Schuttfluren Tafamunt (AT3422000, 68 ha). Beide bilden die Südwesthänge der Versalspitze.
Neben dem im Natura-2000 Schutzgebiet liegenden Wiegensee gibt es im zentralen Verwall unweit der Konstanzer Hütte, über dem Zusammenfluss von Fasulbach, Rosanna und Pflunbach, ein etwa 10.000 m² großes, ca. 11.000 Jahre altes Moor (Hochmoor), das zu den höchstgelegenen Mooren Österreichs gehört. In diesem Moor wächst unter anderem der streng geschützte Rundblättrige Sonnentau.

## Tourismus
Im Winter liegt die Verwallgruppe in und zwischen den großen Skigebieten Schruns-Tschagguns im Montafon, St. Anton am Arlberg und Ischgl im Paznaun. Im Sommer hingegen ist es in der hochalpinen Region zwischen Arlberg und Silvretta etwas ruhiger – die Verwallgruppe wird von Wanderern und Bergsteigern genutzt. Zehn Alpenvereinshütten bieten Unterkunft. Der hochalpine Wanderer findet ein dichtes Netz an gut ausgebauten und markierten Höhenwegen.
Der geplante Bau einer Sesselliftanlage („Skischaukel“) zwischen den Skigebieten St. Anton am Arlberg und Kappl, die den Verwall-Hauptkamm im Bereich des Malfontales überquert hätte, ist Ende 2018 nach langen juristischen Auseinandersetzungen vom Bundesverwaltungsgericht untersagt worden. Die Justiz bewertete den Schutz der Natur in diesem teils noch unerschlossenen Gelände bei dieser Entscheidung höher als touristische Interessen.

### Hütten
In der Verwallgruppe befinden sich zehn Hütten des Alpenvereins. Die höchstgelegene Hütte, eine Biwakschachtel für vier Personen, ist die Kieler Wetterhütte auf 2809 m ü. A. Die höchstgelegene bewirtschaftete Hütte ist die Darmstädter Hütte auf 2384 m ü. A. Die größte Hütte mit etwa 140 Schlafplätzen ist die Neue Heilbronner Hütte. Bemerkenswert ist, dass sieben der zehn Hütten in einer Höhe von über 2300 m ü. A., also deutlich oberhalb der Waldgrenze liegen.
- Darmstädter Hütte, 2384 m ü. A. (DAV)
- Edmund-Graf-Hütte, 2375 m ü. A. (ÖAV)
- Friedrichshafener Hütte, 2138 m ü. A. (DAV)
- Neue Heilbronner Hütte, 2320 m ü. A. (DAV)
- Kaltenberghütte, 2089 m ü. A. (DAV)
- Kieler Wetterhütte, 2809 m ü. A., Biwakschachtel (DAV)
- Konstanzer Hütte, 1688 m ü. A. (DAV)
- Niederelbehütte, 2310 m ü. A. (DAV)
- Neue Reutlinger Hütte, 2395 m ü. A., Selbstversorgerhütte (DAV)
- Wormser Hütte, 2305 m ü. A. (DAV)

Die meisten dieser Alpenvereinshütten (sieben) sind Stützpunkthütten der Verwall-Runde.

### Höhenwege
Die Höhenwege ermöglichen eine Durchquerung der Verwallgruppe, ohne ins Tal absteigen zu müssen. Die teilweise recht anspruchsvollen Wege, die wohl zu den schönsten in den ganzen Alpen zählen, halten sich zumeist unterhalb der Gipfelmassive und bieten für den Notfall an etlichen Stellen (Not-)Abstiege ins Tal.
- Peter-Bruckmann-Weg: Konstanzer Hütte – Heilbronner Hütte
- Friedrichshafener Weg: Heilbronner Hütte – Friedrichshafener Hütte
- Georg-Prasser-Weg: Rundwanderweg im Bereich der Friedrichshafener Hütte
- Hoppe-Seyler-Weg: Darmstädter Hütte – Niederelbehütte
- Kieler Weg und Rifflerweg: Niederelbehütte – Edmund-Graf-Hütte
- Ludwig-Dürr-Weg: Friedrichshafener Hütte – Darmstädter Hütte
- Reutlinger Weg: Kaltenberghütte – Konstanzer Hütte
- Sepp-Jöchler-Weg: Darmstädter Hütte – Niederelbehütte
- Stubener Weg: Kaltenberghütte – Reutlinger Hütte
- Wormser Weg: Wormser Hütte – Heilbronner Hütte
- Ottokar Groten Weg: Konstanzer Hütte – Friedrichshafener Hütte
- Emil-Roth-Weg: Teil der Drosberg-Panorama-Runde mit Ausgangspunkt Konstanzer Hütte

### Transalp
Durch das Verwall führen auch zwei wichtige Transalp-Routen, die im Sommer von zahlreichen Mountainbikern befahren werden. Zu nennen sind:
- die Joe-Route, erschlossen und publiziert 1995,
- die Albrecht-Route, erschlossen und publiziert 2005.

Diese mehrere Tagesetappen umfassenden Routen sind als Fernradwege zugleich europäische Alpenüberquerungen, die von Bayern zum Gardasee führen.

## Namensherkunft
Der Name kommt vom romanischen Val bel, was so viel heißt wie ‚schönes Tal‘. Im Zuge einiger lautlicher Umwandlungen wurde der heutige Name daraus.